# 人狐
人狐（ひとぎつね、にんこ、じんこ）は、中国地方に伝わる憑き物。

## 語釈・起源
人狐は「ニンコ」の読みで民間に伝わっていたことはラフカディオ・ハーンの伝聞よりうかがえるが、この風習を批判した『伯州雲州人狐弁惑談（じんこべんかんだん、1818年）からも明らかなように、「ジンコ」とも読め、出雲国・伯耆国に限定された名称だとも示唆される。
山陰地方は人狐伝承の「本場」と中村禎里は位置づける。地域のとある家系を「狐持ち」・「人狐持ち」と噂するようになったのは、やはり山陰地方中部が発祥とされている。山根与右衛門の著書『出雲国内人狐物語』（1786年成立）によれば、人狐伝承が起こったのは享保年間（1710年代頃）富農と小作人の確執があり、制裁に業を煮やした者らが富農家にたいして「人狐持ち」の悪い噂を広めたことに始まる、と説かれる。
しかし民族研究者の倉光清六の説では、「人狐」は農民の造語ではなく、修験道者の入れ智慧だとする。そもそも他地域と同じく「ゲドウ」と呼ばれていたはずだが、出雲の「法印」たち（高位の山伏）が「人狐」というもっともらしい（いかにも学術的な）名前をつけたのだろうと断じている。また、狐を「天地人三才」に配すれば、「天狐・地狐・人狐」という語は安易にできあがる、とも考察する。
平田篤胤（1843年）の死後刊行『古今妖魅考』にも天狗についてふれるおり「天狗に天狐、地狐、人狐の別ありて」とみえる。

## 概要
人狐はテンに似た動物の霊といわれ、これに憑かれた者は腹痛を患ったり、精神に異常を来たすといわれる。ハーンの言を借りれば「大きさはイタチ[以上ではなく]、形もどこかイタチに似ている。ただ、尾だけが、他のキツネと同じだ」とあるので、小ぶりのイタチに姿格好は似るが、尾はキツネ並みに長いということであろう（出雲すなわち島根県の伝承）。
地方によっては、池にいる「水鼬（みずいたち）」というものが人狐だという。これは名前は「鼬」でも、実在のイタチよりかなり小さく、大きな池のヤナギの根などで何匹も重なり合って騒いでいるという。
島根県の異聞では、人狐は普通のキツネよりも小さいキツネともいわれる。人狐は人の体に入って病気にさせ、その者が死ぬと腹や背を食い破って外に出るので、死者の体にはどこかに黒い穴があいているという。同じ島根県でも、石見や隠岐では憑神の種類が犬神となり、それはまたトウビョウ（土瓶）とも呼ばれると井上円了やチェンバレンが指摘している。
人狐の憑いている家を人狐持ちといい、この家の者に憎まれた者には使いの人狐が取り憑くといわれる。人狐に憑かれた者はまるで人狐そのものとなり、人狐を通じて人狐持ちの家の者の言葉を色々と喋るようになったり、キツネのように四つんばいで歩き、キツネの食べるようなものを好んで食べるという。

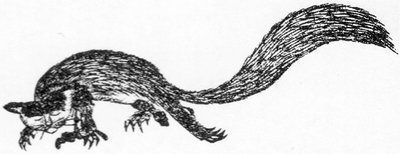
三好想山『想山著聞奇集』より「管狐 」

人狐持ちの家の者が結婚すると、75匹の人狐が結婚先の家を襲うため、人狐持ちは冷遇されたり、縁組を避けられる傾向があった。また、人狐持ちの家は人狐が富を運んで来るので豊かになるが、家の者が人狐を虐待すれば、どんなに富んでいる家でもたちまち家運が傾いてしまう。さらに、そうして零落した家の家産を買った者にも、人狐が襲ってくるといわれる。どんな名家でも、人狐を持っていると噂されただけで、孤立した末に悲境に陥る。
鳥取県ではキツネの憑いた家を「狐ヅル」といい、その家に憑いているキツネを人狐と呼ぶ。この家の周囲には75匹の眷属が遊んでおり、正体は雌のイタチだともいう。また宮城県では、管狐のことを人狐ともいう。